# Bosco (futebolista)
João Bosco de Freitas Chaves, mais conhecido como Bosco (Escada, 14 de novembro de 1974), é um ex-futebolista brasileiro e atual treinador de goleiros que atuava como goleiro. Atualmente, mora nos Estados Unidos.

## Carreira
Bosco atuou como goleiro, iniciou a carreira como profissional em Vitória de Santo Antão, no Clube Vitória, mas ficou mais conhecido quando foi treinar no Sport, onde destacou-se, chegando à Seleção Brasileira.
Jogou também pelo Cruzeiro, pela Portuguesa de Desportos e, em 2003, novamente pelo Sport. No ano seguinte foi para o Fortaleza. No final de 2005, foi contratado pelo São Paulo. No São Paulo, Bosco aceitou com muita compreensão ser reserva de Rogério Ceni e foi considerado muito importante para o grupo do São Paulo Futebol Clube. No dia 29 de junho de 2011, Bosco recebeu uma homenagem do Tricolor antes de deixar o clube. Hoje, mora com a família em Orlando, Flórida, onde é sócio da esposa em uma clínica de cosméticos.

## Titulos
Sport
- Campeonato Pernambucano: 1994, 1996, 1997, 1998, 1999, 2000 e 2003.
- Copa Pernambuco: 2003
- Copa do Nordeste: 1994, 2000

Cruzeiro
- Copa Sul-Minas: 2001
- Supercampeonato Mineiro: 2002

Fortaleza
- Campeonato Cearense: 2005[3]

São Paulo
- Mundial de Clubes da FIFA: 2005[4]
- Campeonato Brasileiro: 2006, 2007 e 2008